# Louise og Papaya
|  | Denne artikel er oprettet af botten PalnaBot ud fra en ekstern database. Den kan derfor have sproglige fejl eller mangler. Denne skabelon kan fjernes efter kontrol af indholdet. |

Louise og Papaya er en børnefilm fra 2004 instrueret af Jannik Splidsboel efter manuskript af Jannik Splidsboel.

## Handling
Louise på otte år bor i et lille hus i en frodig have. Hun har opfundet en usynlig veninde, som hun kalder Papaya. Sammen leger de, rejser og danser flamenco. Men for andre er det ikke altid så nemt at forstå, hvad der sker. Louises veninde er ikke synlig for hverken hendes forældre, hendes søster eller for hendes bedste veninde, Amalie. Filmen giver stof til eftertanke, når Louise og Amalie udveksler tanker om, hvorvidt Papaya eksisterer i virkeligheden.